# Бубяйское староство
Бубяйское староство (лит. Bubių seniūnija) — одно из 11 староств Шяуляйского района, Шяуляйского уезда Литвы. Административный центр — деревня Бубяй.

## География
Расположено на северо-западе Литвы, в южной части Шяуляйского района, на Жемайтской возвышенности.
Граничит с Шяуляйским сельским староством на востоке, Кужяйским — на севере, Куршенайским сельским — на северо-западе, Шаукенайским староством Кельмеского района — на западе, а также Кукечяйским и Титувенайским апилинкским староствами Кельмеского района — на юге.

## Население
Бубяйское староство включает в себя 2 местечка (Базилионай и Куртувенай), 96 деревень и 8 хуторов.